# Earl Bostic
Earl Bostic (Tulsa, 25 april 1913 - Rochester, 28 oktober 1965) was een Amerikaanse altsaxofonist, arrangeur en componist van jazz en later voor r&b en dansmuziek. Hij had een aantal populaire hits zoals Flamingo, Harlem Nocturne, Temptation, Sleep, Special Delivery Stomp en Where or When. Hij had een grote invloed op John Coltrane.

## Geschiedenis
Bostic werd professional op 18-jarige leeftijd toen hij zich bij Twelve Clouds of Joy van Terrence Holder voegde. Bostic maakte zijn eerste opname met Lionel Hampton in oktober 1939 met Charlie Christian, Clyde Hart en Big Sid Catlett. Daarvoor trad hij op met Fate Marable op rivierboten in New Orleans. Bostic studeerde af aan de Xavier University in New Orleans. Hij werkte met zowel territoriumbands als met Arnett Cobb, Hot Lips Page, Rex Stewart, Don Byas, Charlie Christian, Thelonious Monk, Edgar Hayes, Cab Calloway en andere jazzgrootheden. In 1938 en in 1944 leidde Bostic de huisband van Smalls Paradise. Tijdens het spelen in Smalls Paradise, dubbelde hij op gitaar en trompet. In het begin van de jaren 1940 was hij een gerespecteerde vaste klant bij de beroemde jamsessies in Minton's Playhouse. In 1945 richtte hij zijn eigen band op en maakte de eerste opnamen onder eigen naam voor het label Majestic Records. Eind jaren 1940 ging hij over op ritme en blues. Zijn grootste hits waren Temptation, Sleep, Flamingo, You Go to My Head en Cherokee. Op verschillende momenten bestond zijn band uit Keter Betts, Jaki Byard, Benny Carter, John Coltrane, Teddy Edwards, Benny Golson, Blue Mitchell, Tony Scott, Cliff Smalls, Sir Charles Thompson, Stanley Turrentine, Tommy Turrentine en andere bekende muzikanten, vooral in de jazz.
Bostics album Jazz As I Feel It (1963) bij King Records bevatte Shelly Manne op drums, Joe Pass op gitaar en Richard 'Groove' Holmes op orgel. Bostic nam ongeveer een maand later A New Sound op, opnieuw met Holmes en Pass. Dankzij deze opnamen kon Bostic de limiet van drie minuten overschrijden die werd opgelegd door het 45 RPM-formaat. Bostic was tevreden met de sessies, die zijn totale beheersing van de blues benadrukken, maar ze waren ook een voorbode van muzikale vooruitgang die later duidelijk werd in het werk van John Coltrane en Eric Dolphy.
Hij schreef arrangementen voor Paul Whiteman, Louis Prima, Lionel Hampton, Gene Krupa, Artie Shaw, Hot Lips Page, Jack Teagarden, Ina Ray Hutton en Alvino Rey.
Zijn songwritinghits omvatten Let Me Off Uptown, uitgevoerd door Anita O'Day en Roy Eldridge, en Brooklyn Boogie met Louis Prima en leden van de Brooklyn Dodgers.
Bostics kenmerkende hit Flamingo werd opgenomen in 1951 en blijft een favoriet onder de volgers van Carolina Beach Music in South Carolina, North Carolina en Virginia.
In 1953 traden Bostic & his Orchestra op voor het beroemde negende Cavalcade of Jazz-concert in Wrigley Field in Los Angeles, dat op 7 juni werd geproduceerd door Leon Hefflin sr. Ook waren Roy Brown & his Orchestra, Don Tosti & His Mexican Jazzmen, Shorty Rogers, Nat 'King' Cole met Velma Middleton en Louis Armstrong en zijn All Stars.
Tijdens de vroege jaren 1950 woonde Bostic met zijn vrouw in Addisleigh Park in St. Albans, Queens, waar vele andere jazzsterren hun thuis hadden. Daarna verhuisde hij naar Los Angeles, waar hij zich concentreerde op het schrijven van arrangementen na een hartaanval. Hij opende zijn eigen r&b-club in Los Angeles, bekend als de Flying Fox.

## Overlijden
Bostic overleed op 28 oktober 1965 op 52-jarige leeftijd aan een hartaanval in Rochester tijdens een optreden met zijn band. Hij werd begraven in Inglewood Park Cemetery in Zuid-Californië op 2 november 1965. Ere-dragers bij de begrafenis waren Slappy White en Louis Prima. Tegenwoordig rust hij onder een eenvoudige zwarte leisteen grafsteen met zijn naam, geboorte-/sterfdata en een solosaxofoon, niet ver van andere muzikale grootheden als Chet Baker, Ray Charles en Ella Fitzgerald, die precies vier jaar na Earl werd geboren. Bostic werd in 1993 opgenomen in de Oklahoma Jazz Hall of Fame.
- Biblioteca Nacional de España: XX1473371
- Bibliothèque nationale de France: cb13932097f (data)
- Gemeinsame Normdatei: 134334191
- International Standard Name Identifier: 0000 0000 7357 740X
- Library of Congress Control Number: n87125501
- Nationale Bibliotheek van Letland: 000058179
- MusicBrainz: 4fa43047-75f2-4590-b7a9-4c66dba0099d
- Nationale Bibliotheek van Tsjechië: ola2002159277
- Nederlandse Thesaurus van Auteursnamen: 096487771
- SNAC: w6j683nn
- Système universitaire de documentation: 244095949
- Virtual International Authority File: 49411290
- WorldCat: E39PBJpYvxCr6hkbVXj73gCG73